# جائزة فرنسا الكبرى للدراجات النارية 1988
جائزة فرنسا الكبرى للدراجات النارية 1988 هو سباق دراجات نارية أقيم بتاريخ 24 يوليو 1988. كان الجولة الحادية عشر من أصل 15 في سباق الجائزة الكبرى للدراجات النارية موسم 1988. فاز الأمريكي إدي لوسون بفئة 500 سي سي بينما جاء الفرنسي كريستيان سارون في المركز الثاني وحصل على المركز الثالث الأمريكي كيفن شوانتز.

## وصلات خارجية
- الموقع الرسمي